# Тршћак
Тршћак је тип влажних станишта у коме доминирају високе траве, попут трске или других хелофита. Најчешће је тршћак густог вегетацијског склопа, а висина биљака се креће до 4 m. Заједнице тршћака се развијају уз површинске воде (на муљевитим обалама бара, језера и споротекућих потока и река, на местима где се вода дуже задржава) или изнад подземних вода (када су станишта сува током једног дела године).